# Oxyde nitrique synthase
L’oxyde nitrique synthase (NOS) est une oxydoréductase qui catalyse les réactions suivantes :
- 2 L-arginine + 2 NADPH + 2 H+ + 2 O2  {\displaystyle \rightleftharpoons }  2 Nω-hydroxy-L-arginine + 2 NADP+ + 2 H2O ;
- 2 Nω-hydroxy-L-arginine + NADPH + H+ + 2 O2  {\displaystyle \rightleftharpoons }  2 L-citrulline + 2 NO + NADP+ + 2 H2O.

La réaction globale peut donc s'écrire :
2 L-arginine + 3 NADPH + 3 H+ + 4 O2  {\displaystyle \rightleftharpoons }  2 L-citrulline + 2 NO + 3 NADP+ + 4 H2O.
Cette enzyme produit du monoxyde d'azote, ou oxyde nitrique, un radical libre de formule chimique •N=O présent dans la circulation sanguine. Elle est composée d’une chaîne polypeptidique unique qui possède plusieurs domaines s'enroulant autour de deux molécules d’hème. Cette chaîne polypeptidique possède deux domaines catalytiques ; un domaine N-terminal oxygénase et un domaine C-terminal réductase. 
Le domaine oxygénase se lie à l’arginine, à l’hème et à un cofacteur, la tétrahydrobioptérine (H4BPT).
Le domaine réductase possède un site de liaison pour les flavines (FAD, FMN) et pour le NADPH. 
Ces deux domaines sont connectés par le domaine de la flavine, qui permet le transfert des électrons du NADPH au fer de l’hème. Le cofacteur H4BPT permet la forme homodimérique de NOS, ce qui lui permet d’être active. Récemment, un ion de zinc a été repéré et interviendrait dans le maintien de la structure homodimérique de la protéine. 

## Structures, emplacements et fonctions des isoformes
Les neurones qui contiennent la NOS sont observés à plusieurs endroits du cerveau, notamment dans le cortex cérébral, le cervelet, l’hippocampe et l’hypothalamus. Il existe dans l’organisme trois formes d’oxyde nitrique synthase : la forme inductible, la forme neuronale et la forme endothéliale. 
Ces trois isomères sont ubiquitaires. Elles sont exprimées à l’intérieur des cellules suivantes :
- les cellules endothéliales ;
- les cellules musculaires lisses ;
- les plaquettes ;
- les macrophages ;
- les lymphocytes ;
- les cellules myocardiques ;
- les cellules du système nerveux central et du système nerveux périphérique.

Les gènes de ces protéines sont situés sur différents chromosomes. 

### Forme neuronale
Le gène humain de la forme neuronale est situé sur le chromosome 12 et code une protéine d’environ 1 429 à 1 433 acides aminés. L’expression de ce gène est constitutive, c'est-à-dire que leur activité s'exprime en dehors de toute stimulation, et elle est dépendante du calcium. La forme neuronale est soluble dans le cytosol des cellules neuronales du système nerveux central, des neutrophiles et des astrocytes. Neurotransmetteur et communicateur, le NO qu’elle produit dans le système nerveux y joue un rôle neuromodulateur (plasticité des synapses). Il joue un rôle important dans la relâche et la recapture des neurotransmetteurs et dans le développement des neurones. Il pourrait intervenir dans des mécanismes d’apprentissage et de la mémoire à court terme.

### Forme inductible
Le gène humain de la forme inductible est présent sur le chromosome 17 et code une protéine d’environ 1 144 à 1 153 acides aminés. Cette NOS inductible est principalement soluble au niveau du cytosol de la cellule. Comme son nom l’indique, elle est inductible et indépendante du calcium. L’expression de iNOS est induite par les cytokines et les endotoxines. La forme inductible se trouve dans les macrophages et fait partie en quelque sorte de notre système immunitaire. Elle est capable de programmer l'apoptose des cellules. NO dans les macrophages sert de médiateur pour la réponse immunitaire. La production de NO via la forme inductible de l’oxyde nitrique synthase à la suite de l’activation des macrophages joue un rôle majeur comme molécule effectrice cytotoxique antiparasite. En temps normal, sa concentration est très faible. Mais, lors d’une agression de l’organisme par un agent extérieur, il se déclenche un mécanisme d’inflammation, une production de cytokines, ce qui active l’expression de iNOS. Subitement, l’organisme se trouve alors confronté à une grande concentration en NO. Le NO combat sans aucune spécificité tout ce qui se trouve sur son chemin. C’est la défense ultime de l’organisme. Elle est associée à la fonction cytotoxique des macrophages.

### Forme endothéliale
Le gène de la forme endothéliale, NOS3, est présent sous forme haploïde sur le chromosome 7 et il code une protéine d’environ 1 203-1 205 acides aminés. Cette forme est constitutive et régulée de façon dépendante du calcium. La forme endothéliale n’est pas soluble, elle est plutôt liée à la membrane cellulaire, des astrocytes par exemple, ou à l’endothélium vasculaire. Le NO produit y joue un rôle important plutôt au niveau des fonctions physiologiques régulières, notamment un effet vasodilatateur.

## Régulation de l'expression des NOS
Les trois isoformes de NOS possèdent de nombreux sites de liaisons pour plusieurs facteurs de transcription, cytokines et endotoxines dans leur région promotrice. L’expression et la fonction de ces gènes sont spécifiques selon le tissu dans lequel est présent la cellule. Dans le cas de dommages neuronaux, le cerveau et les cellules gliales produisent des facteurs neurotrophiques. Ces facteurs neurotrophiques diminuent l’expression de la forme neuronale de NOS et préviennent la mort neuronale. Les lipopolysaccharides (LPS), certaines interleukines et certains facteurs de transcription régulent l’expression de la forme inductible de la protéine. Finalement, plusieurs facteurs extrinsèques et cytokines peuvent réguler l’expression de la forme endothéliale de l’enzyme. 

## Production et fonctions du monoxyde d'azote NO
NOS catalyse l’oxydation de l’arginine en oxyde nitrique et en citrulline au niveau du domaine oxygénase de la protéine via les deux réactions de mono oxygénations suivantes :
L-Arginine + NADPH + H+ + O2 → NOHLA + NADP+ + H2O 

NOHLA + ½ NADPH + ½ H+ + O2 → L-Citrulline + ½ NADP+ + NO + H2O 
Le monoxyde d'azote qui est synthétisé par les formes constitutives endothéliale et neuronale est utilisé pendant une courte période de temps (quelques secondes à quelques minutes). Elles produisent le monoxyde d'azote pendant un temps très court mais de façon permanente. Le monoxyde d'azote produit par la forme inductible est exprimé seulement après une activation cellulaire et est produit pour une longue période de temps (passant de quelques heures à plusieurs jours). Elles entraînent la production de monoxyde d'azote pendant un temps prolongé. Le monoxyde d'azote produit par cette protéine active la guanylate cyclase soluble (GCs), entraînant une augmentation de la concentration du GMP cyclique dans les cellules cibles. Le GMPc se lie à une protéine kinase dont il active spécifiquement l'activité, ce qui active la cellule et ainsi est un élément de signalisation cellulaire.

## L'oxyde nitrique synthase et la maladie de Parkinson
L’hyperproduction de monoxyde d'azote par les oxydes nitriques synthases neuronale et inductible a été démontrée dans certains désordres neurologiques dégénératifs, comme la schizophrénie, la maladie d'Alzheimer et la maladie de Parkinson. Des études post-mortem, des découvertes cliniques et des évidences provenant de modèles expérimentaux suggèrent l’implication de l’oxyde nitrique synthase dans la dégénérescence des neurones dopaminergiques causant la maladie de Parkinson. Le monoxyde d'azote serait, selon sa concentration et sa distribution, un médiateur de l’apoptose dans cette maladie neurodégénérative. Un haut niveau de l’expression de la NOS a été démontré dans la région nigrostriatale et dans les ganglions de la base du cerveau de patients morts de la maladie de Parkinson. Par ailleurs, le taux de nitrite, de nitrate et de dérivés de l’arginine et de la citrulline est altéré. Le monoxyde d'azote peut provoquer des dommages à l’ADN ou des modifications irréversibles de protéines. Les dysfonctionnements de l’oxyde nitrique synthase pouvant donner lieu à un Parkinson peuvent être provoqués par un polymorphisme génétique, c'est-à-dire que des changements dans les séquences des gènes peuvent affecter la structure ou la fonction de la protéine qu’ils codent.
Toutes les cellules du corps humain produisent naturellement des espèces oxygénées radicalaires telles que le monoxyde d'azote, mais il arrive que cette production devienne incontrôlée et entraîne des lésions. Des chercheurs ont formulé une théorie proposant que la capacité du cerveau à inactiver les espèces oxygénées radicalaires diminuerait avec l'âge. Les cellules vulnérables sont alors endommagées. L’oxyde nitrique synthase, en produisant le monoxyde d'azote, possède diverses fonctions physiologiques, dont plusieurs sont connues, mais dont certaines restent à découvrir et qui pourraient s’avérer être très révélatrices. La NOS jouant un rôle potentiellement important dans plusieurs maladies graves chez l’humain, les avancées de la science dans cette direction sont en cours et s’avèrent également très prometteuses.